# Галерија Ђуре Јакшића у Крагујевцу
Галерија Ђуре Јакшића, позната и као Кућа Ђуре Јакшића, се налази у улици Карађорђева 36 у Крагујевцу.

## Историјат
Галерија Ђуре Јакшића је отворена 9. јуна 2020. на месту где је била кућа у којој је, од октобра 1863. до фебруара 1865. године, док је радио као професор цртања и начертанија у крагујевачкој Гимназији, живео и стварао Ђура Јакшић.
Осим уметничке галерије која организационо припада Народној библиотеци „Вук Караџић”, у подрумском делу Куће Ђуре Јакшића се налази Винско–ракијски хаб који води Регионална агенција за економски развој Шумадије и Поморавља. Намењен је за промоцију успешних произвођача вина и ракије и њихових брендова.
Галерија је мултимедијалног типа са сталном поставком коју чине слике Ђуре Јакшића и видео презентације које стављају акценат на дела изложена у галеријском простору. Сталну поставку, која се може видети само два до три пута годишње у слободним терминима између других тематских изложби, чине репродукције на платну преузете из Матице српске, Народног музеја Србије и Музеја Југославије. Организују ликовне и књижевне програме, песничке сусрете, пројекције, предавања, музичке догађаје и садржаје о делу, идеалу, животној причи, утицају и целокупном сазнању о Ђури Јакшићу.